# فرید رستگار
فرید رستگار (زاده ۲۶ مارس ۱۹۶۳) خواننده، آهنگساز و تنظیم‌کننده موسیقی اهل افغانستان است.
 او یکی از خوانندگان دهه ۱۹۸۰ (میلادی) است که کارش را با موسیقی پاپ شروع کرد و به شهرت رسید. همچنین وی همسر وجیهه رستگار خواننده افغانستانی است.